# Casentino
Il Casentino è una delle quattro vallate principali della Provincia di Arezzo, situata nel nord della Provincia, esteso per una superficie di 826,49 km², e con una popolazione di 48 870 abitanti.

## Geografia fisica

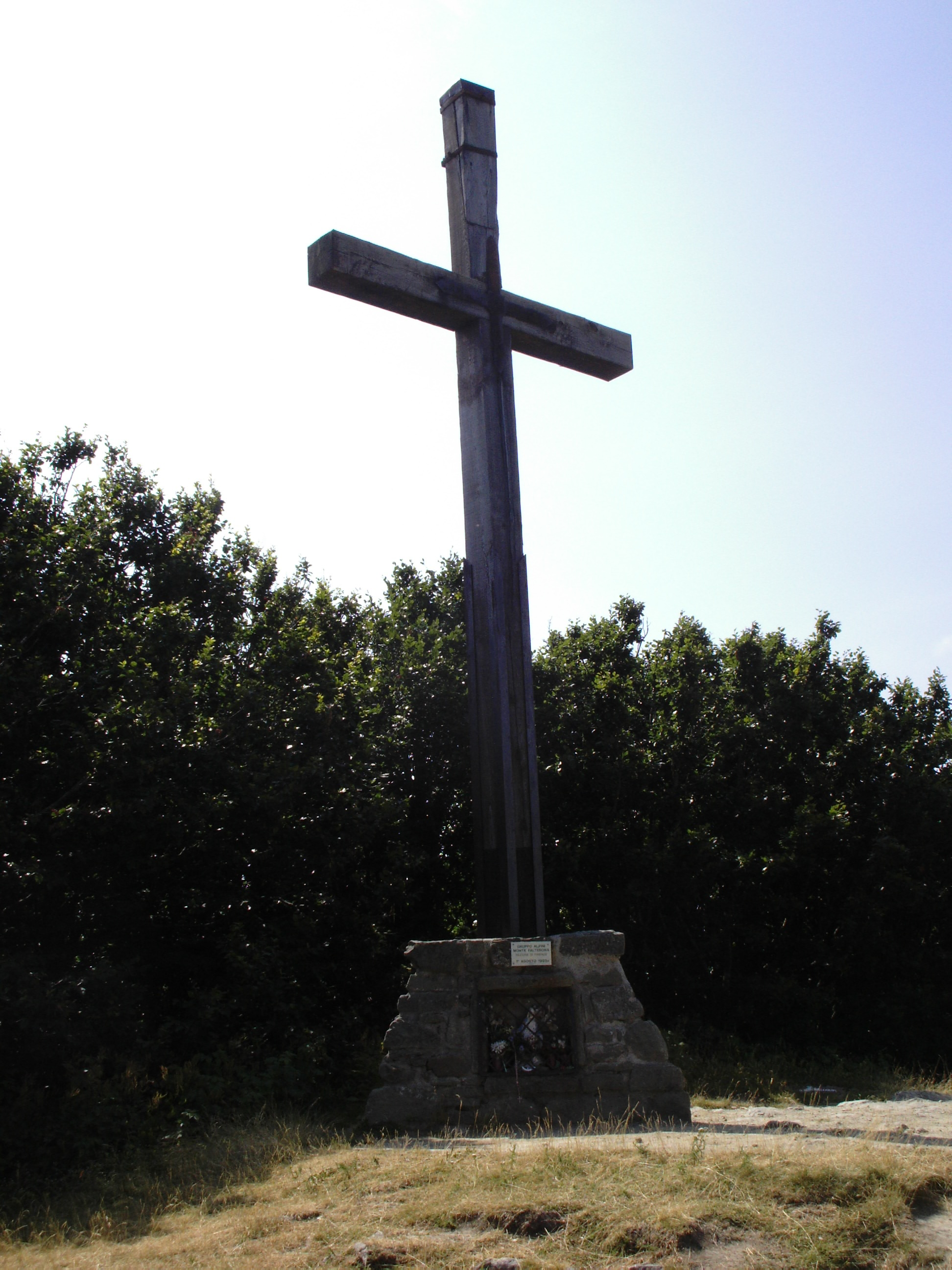
Monte Falterona

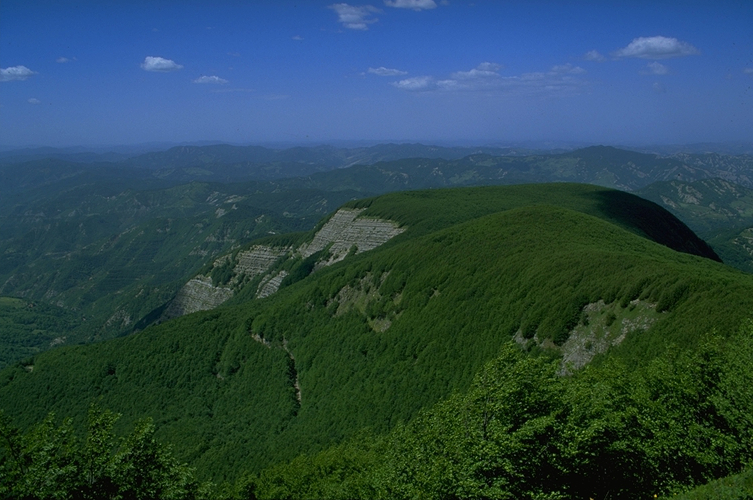
Monte Falco

È la valle in cui scorre il primo tratto del fiume Arno, che nasce dal monte Falterona (1 654 m s.l.m.). Il monte Falterona, assieme al monte Falco (1 658 m s.l.m.), costituisce infatti il limite settentrionale della vallata, ai confini con la Romagna. L'Alpe di Serra e l'Alpe di Catenaia separano, a oriente, il Casentino dall'alta val Tiberina. A ovest il massiccio del Pratomagno lo separa dal Valdarno superiore, mentre i rilievi occidentali del complesso del monte Falterona separano la valle dal Mugello.
Il confine meridionale con le “Terre di Arezzo” è collocabile a sud di Capolona.
Ha una forma approssimativamente ovale il cui asse maggiore misura circa 60 chilometri ed il minore circa 30. Paesaggisticamente varia dalle grandi foreste delle zone di montagna alle zone pianeggianti e collinari del fondovalle. Le caratteristiche peculiari del territorio sono probabilmente una delle cause che hanno indotto Francesco d'Assisi a scegliere la Verna (oggi sede di un convento francescano) come luogo di preghiera, e san Romualdo a fondare l'eremo di Camaldoli.
Se si considera il punto di vista meramente geografico, comprende alcuni piccoli tratti di comuni delle province limitrofe, come ad esempio la zona del comune di Londa tra l'attuale confine provinciale e il valico della Croce dei Mori. Dal punto di vista amministrativo la vallata è ripartita in 12 comuni: Bibbiena, Capolona, Castel Focognano, Castel San Niccolò, Chitignano, Chiusi della Verna, Montemignaio, Ortignano Raggiolo, Poppi, Pratovecchio Stia, Subbiano e Talla. I principali centri casentinesi sono quelli di Poppi, che fa parte del club dei "borghi più belli d'Italia", e Bibbiena, principale centro artigianale e industriale.
Il 6 e 7 maggio 2012 si è anche tenuto il primo referendum consultivo regionale volto alla costituzione di un comune unico del Casentino. La popolazione casentinese però, chiamata a partecipare alla consultazione, ha risposto negativamente all'accorpamento degli attuali 12 comuni che compongono la vallata.

### Clima
Soprattutto nelle zone montuose e nel fondovalle dell'Alto Casentino è di tipo appenninico, con spiccate caratteristiche di continentalità ed elevate escursioni termiche diurne e annuali, mentre assume caratteristiche più temperate nelle zone di fondovalle del Basso Casentino. Secondo la classificazione dei climi di Köppen il clima del fondovalle casentinese appartiene al gruppo Cfb (clima oceanico) in quanto la temperatura media del mese più caldo è inferiore a 22 °C e la pluviometria del mese più secco risulta ovunque superiore a 30 mm. Alle quote più elevate (approssimativamente oltre i 1 200 metri di quota) il clima assume caratteristiche del gruppo Cfc (clima oceanico subpolare).
La pluviometria ha picchi superiori ai 1 800 mm annui in prossimità del crinale Tosco-Romagnolo e superiori ai 1 500 mm annui nel crinale del Pratomagno, per scendere attorno ai 1 000 mm annui nel fondovalle dell'Alto Casentino fino agli 800 mm annui nelle zone di fondovalle del Basso Casentino.

## Origini del nome
Secondo Silvio Pieri Casentino ha origine da una forma aggettivale da Casuentum (Umbria), come antroponimo o nome di famiglia (Casuentini); il toponimo è citato nel 1008 e in origine indicava un piccolo territorio a est di Pratovecchio.

## Storia

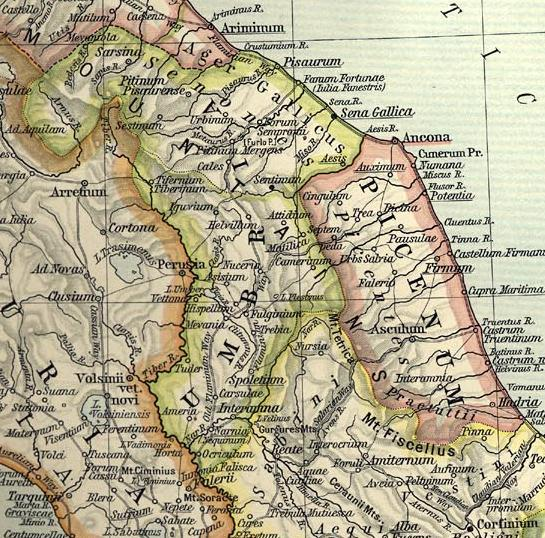
Ager gallicus

Il Casentino era abitato sin dalla più lontana preistoria, si ritrovano nel territorio tracce di insediamenti del paleolitico medio. Un grossolano errore dei testi antichi attribuisce in nome del Casentino a quello della tribù ligure dei Casuentini, invece il nome compare in epoca Carolingia in riferimento alla zona di Romena. È comunque attestata la presenza di popolazioni di stirpe ligure nella zona di Catenaia e sul Pratomagno. Così come è attestata nel Casentino la forte presenza di popolazioni appartenenti agli antichi Umbri.
Nel periodo etrusco sono presenti molti insediamenti e sul suo territorio si ritrovano importanti luoghi di culto quali il lago degli Idoli, nel quale sono state recuperate nel tempo migliaia di statuette votive ed oggetti oggi esposti nei più importanti musei del mondo. La Pieve a Socana fu edificata sulle rovine di un tempio romano a sua volta edificato sulle rovine di un tempio etrusco del quale si conserva un'ara del V secolo di grandi dimensioni. In epoca augustea il Casentino fu incluso nella Regio VI Umbria, insieme a quella che è oggi la moderna Umbria e l'ager gallicus (insediamento dei Galli Senoni).
Nel Medioevo ebbe particolare risalto per le vicende legate al centro Italia ed all'espansione Fiorentina. Si ricorda la famosa Battaglia di Campaldino dove combatté anche Dante Alighieri.

## Turismo

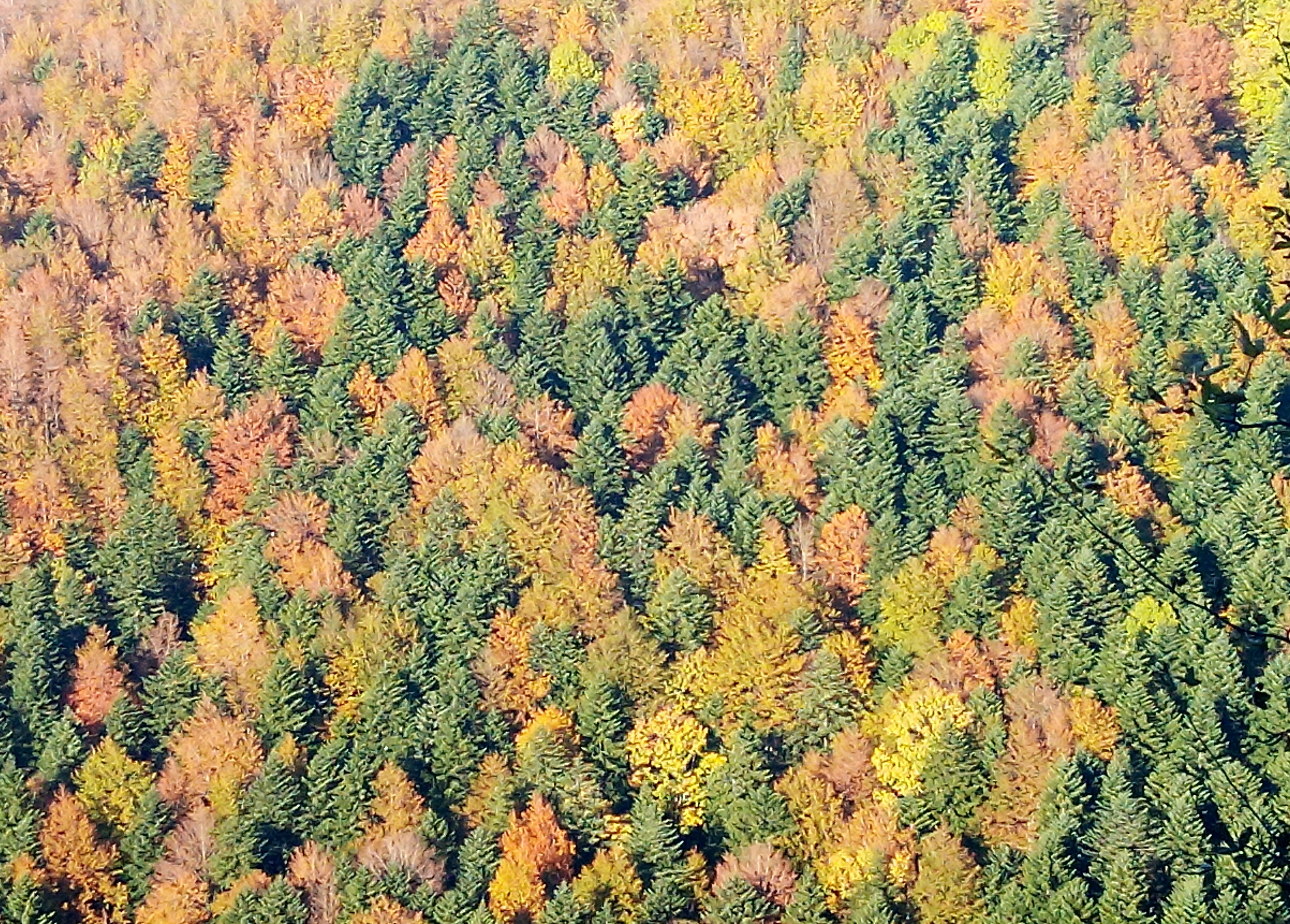
Parco nazionale delle Foreste Casentinesi, Monte Falterona e Campigna

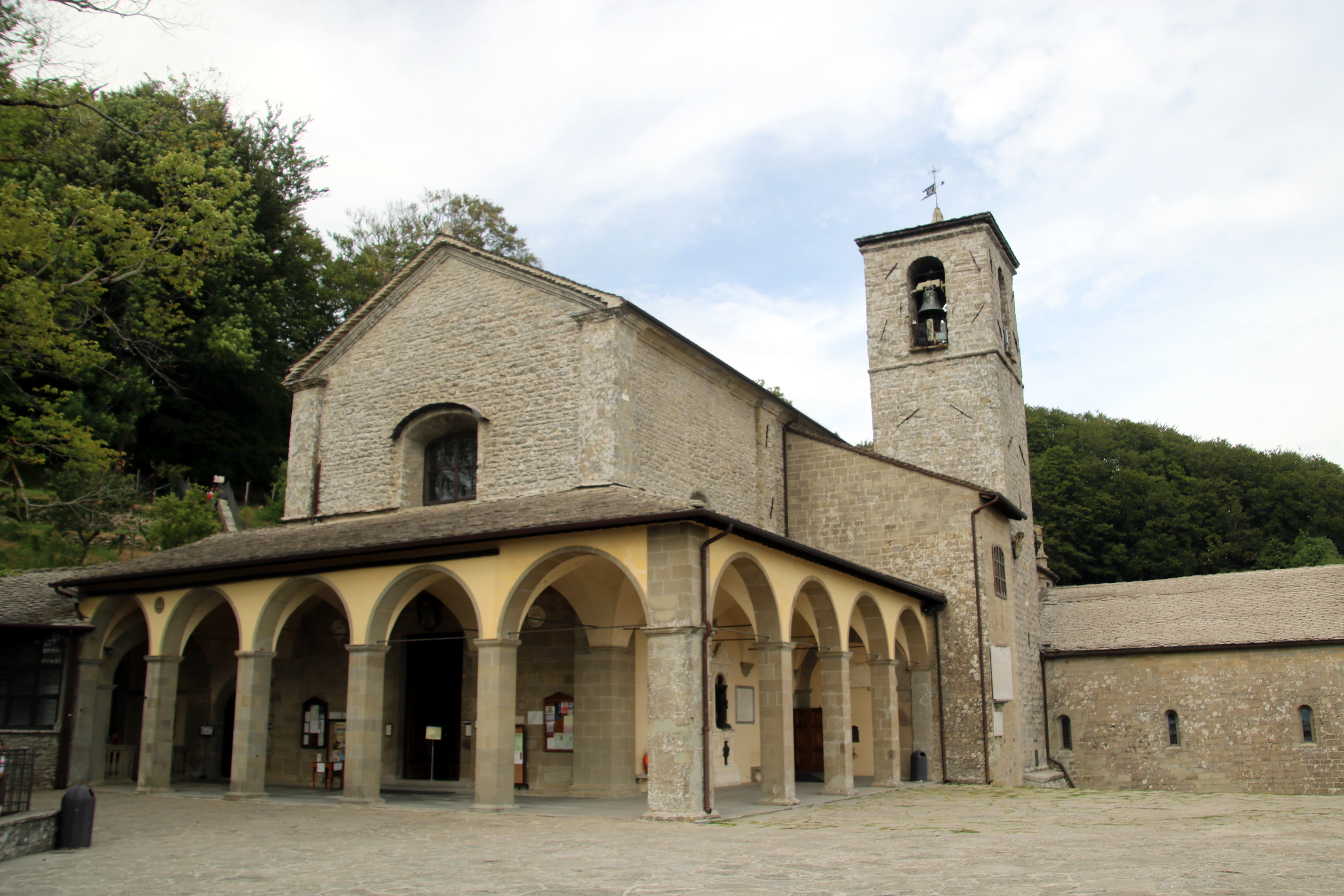
Santuario della Verna

L'attrattiva turistica del Casentino è da ricondursi prevalentemente ai suoi ambienti naturali e al suo isolamento geografico. Circondato da aree montuose con rilievi che raggiungono anche i 1658 metri (monte Falco) coperti da estese aree boschive in buona parte comprese nel Parco Nazionale delle Foreste Casentinesi. Il potenziale turistico del Casentino sta nel fatto di costituire un perfetto campione storico ambientale rappresentativo dell'Italia Centrale. Nel fondovalle vi sono centri storici cresciuti attraverso vicende e fasi equiparabili a quelli delle città più grandi di altre zone; sui pendii montuosi vi sono i ruderi di un centinaio di castelli dei quali si è solo conservato il villaggio che ne conserva il nome. Dai pascoli di altura si passa alle faggete, quindi ai castagneti, al querceto e ai coltivi, oggi residui del sistema mezzadrile sul versante appenninico e di una piccola proprietà montana un tempo dedita alla pastorizia e alla raccolta delle castagne sul versante del Pratomagno. Tutto ciò è valorizzato da una straordinaria quantità di documenti storici, ancora poco esplorati, che illustrano ogni aspetto dello sviluppo della vallata da prima del XII secolo, fino ai nostri giorni.
Nel Casentino figurano anche diversi punti di interesse, artistico e soprattutto religioso; oltre ai castelli e alle torri citate nella sezione "I Castelli del Casentino", di particolare interesse sono la Pieve di Romena, una chiesa romanica nel comune di Pratovecchio Stia, e importanti centri religiosi come il Santuario della Verna, il Monastero di Camaldoli, l'Eremo di Camaldoli e il santuario-monastero di Santa Maria del Sasso, presso Bibbiena.
Altro storico e importante simbolo di questa terra, è la Pieve Romanica di Badia Prataglia risalente al X secolo. Molto bella la cripta, posta sotto il coro rialzato, a tre piccole navate e due campate, con archi a tutto sesto e volte a crociera. Le colonne portano capitelli di stile assai diverso: alcuni ricchi e raffinati, altri molto semplici. I primi sono capitelli romani che probabilmente appartenevano a qualche edificio romano esistente nella zona, gli ultimi sono dovuti alla mano di qualche scalpellino locale. Nella parte sinistra di fondo un’apertura rettangolare incorniciata da un fregio ci mostra il loculo in cui venivano deposte le reliquie dei martiri. Accanto una piccola figura umana, scolpita a bassorilievo, con le mani alzate, rappresenta l’antico orante, dal quale a noi viene la vita attraverso degli anelli intrecciati.

### I castelli del Casentino

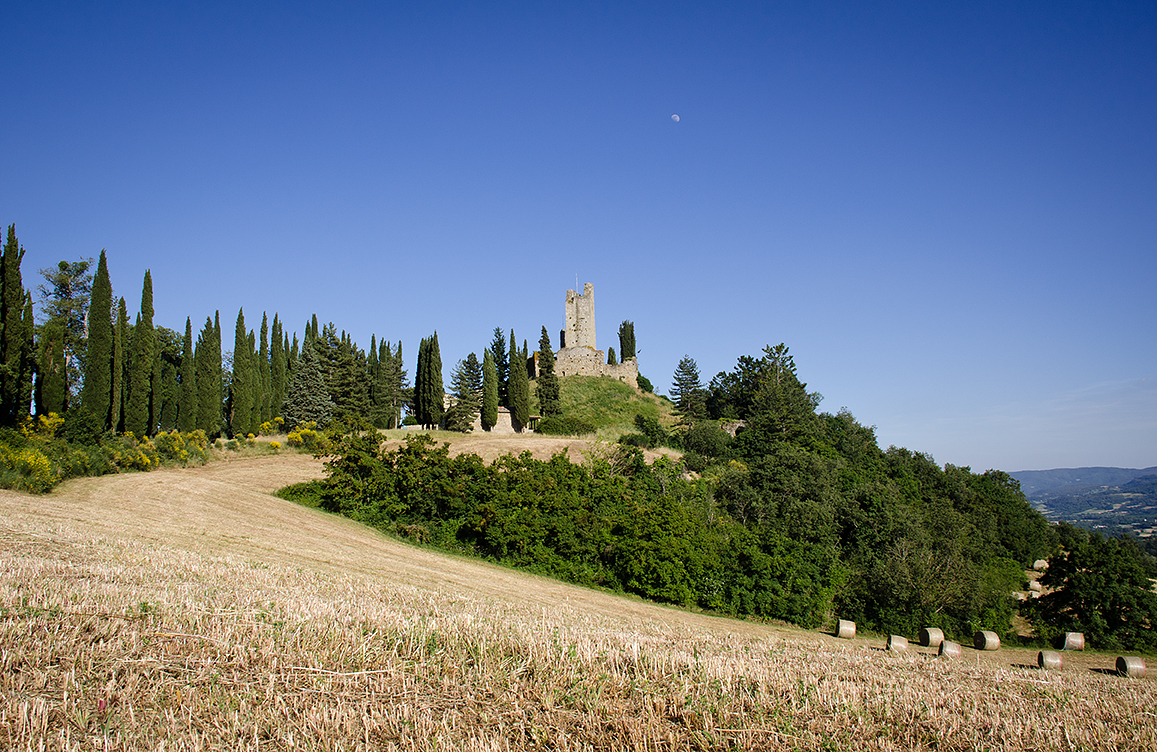
Castello di Romena

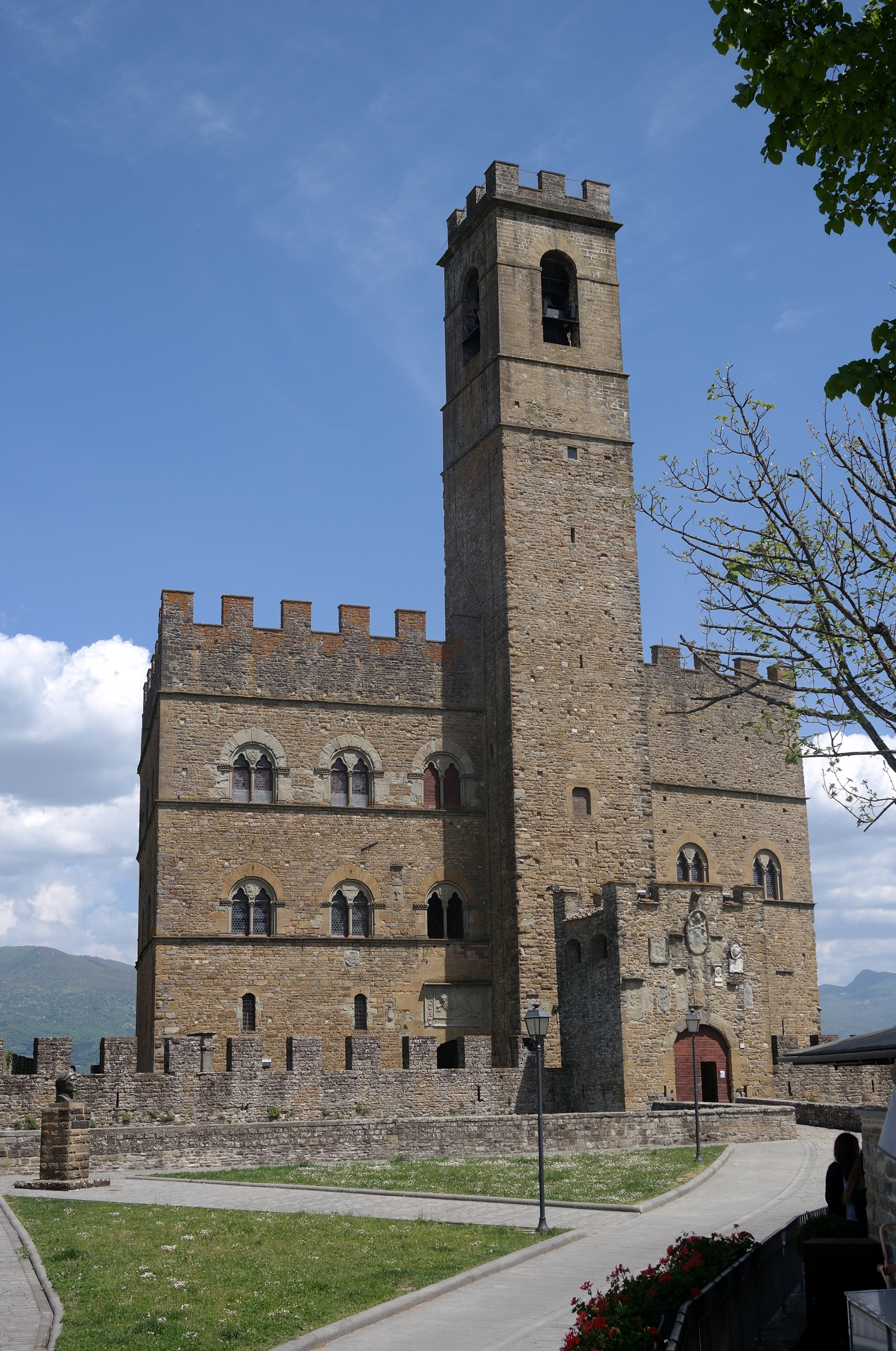
Castello di Poppi

Zona di confine, la valle ha visto contrapporsi le popolazioni dei Longobardi, dei Goti e dei Bizantini, che hanno attestato la loro presenza sul territorio con fortificazioni a partire dall'alto Medioevo. Il numero delle torri, dei fortilizi dei castelli residenza e dei borghi fortificati supera le 60 unità e sorgevano quasi sempre sulle alture, lungo le arterie viarie e presso passaggi obbligati, a controllo e dominio del territorio. Le fortificazioni dell'alto Casentino sono appartenute prevalentemente alla dinastia dei Conti Guidi, mentre da Bibbiena fino a Subbiano erano soggette alla famiglia dei Vescovi-Conti della città di Arezzo. Dalla seconda metà del XV secolo il Casentino seguì le sorti legate alla città di Firenze.
Ad oggi sul territorio del Casentino si possono ancora scorgere molti di questi castelli, torri e fortificazioni, sebbene in numero esiguo rispetto a quello originale; tra quelli meglio conservati, il castello di Poppi, che domina in posizione centrale la vallata dall'altura su cui sorge il borgo di Poppi; a nord della vallata tra i comuni di Stia e Pratovecchio il castello di Romena, risalente all'XI secolo, anch'esso in posizione dominante, si presenta come un complesso di ruderi, oggetto di un recente restauro, caratterizzato dalle sue 3 torri quadrangolari e da una strada di accesso con 2 lunghe file di cipressi; poco più a nord il Castello di Porciano situato a stia , essenzialmente una grossa torre quadrangolare costruita attorno al 1000, che fu restaurata dopo un accurato scavo archeologico ed è oggi abitazione dei proprietari e museo archeologico etnografico, la torre ben si integra con il borgo che la circonda: l'insieme ha mantenuto la sua antica conformazione grazie a rigidi vincoli architettonici. Il famoso filosofo e scrittore Dante Alighieri dopo l'esilio da Firenze ha alloggiato qua ospitato dai conti guidi. Porciano possiede una notevole visuale sull'intera vallata (in condizioni atmosferiche favorevoli dal borgo di Porciano si arriva a scorgere la piana in cui sorge Arezzo); più a sud, nel centro storico di Bibbiena presso piazza Tarlati, è ben visibile la Torre dell'Orologio, ovvero ciò che rimane, insieme ad un tratto di muro perimetrale e ad una piccola torre, dell'antico castello distrutto durante la battaglia di Campaldino, nel 1289.
Molti dei castelli e delle torri del Casentino sono stati distrutti nel corso di battaglie, in particolare alla fine del Quattrocento: all'epoca il capitano di ventura Bartolomeo d'Alviano, al soldo di Venezia, distrusse molti degli avamposti fortificati fiorentini, non essendo riuscito ad espugnare quello principale, ovvero il castello di Poppi; tra i castelli distrutti, il castello di Fronzola, a pochi chilometri da Poppi, che in passato aveva avuto un ruolo politico e strategico di primo piano sul territorio casentinese (la posizione del castello era favorevole per usare armi di assedio verso Poppi, Bibbiena, e l'intera piana di Campaldino); il castello, accessibile raggiungendo la località di Fronzola nei pressi di Poppi, si presenta oggi come un insieme di ruderi in stato di abbandono, in gran parte ricoperti dalla vegetazione.
Altri castelli casentinesi in rovina sino ad epoche recenti, ebbero una sorte migliore rispetto a quello di Fronzola: è il caso del Palagio Fiorentino, situato a Stia, e del castello di Valenzano, situato invece all'estremo sud della vallata; i ruderi dei castelli, entrambi di antica edificazione (il primo risale al XIII secolo, il secondo fu realizzato a partire dal X secolo) furono oggetto di intense attività di restauro alla fine dell'Ottocento, che conservando l'aspetto originario dei castelli, introdussero anche degli elementi architettonici di influenza tardo romantica.